# ريبيكا (فلم)
ريبيكا (بالإنجليزية: Rebecca) هو فيلم دراما تم إنتاجه في الولايات المتحدة وصدر في سنة 1940. الفيلم من إخراج ألفريد هتشكوك.

## بطولة
- جوان فونتين
- جورج ساندرز

### ترشيحات وجوائز
| السنة | الحدث  | الفئة     | النتيجة  |
| ----- | ------ | --------- | -------- |
| 1940  | أوسكار | أفضل فيلم | فـــــوز |

## الميزانية والإيرادات
بلغت تكلفة إنتاج الفيلم حوالي 1,288,000 دولار بينما حقق أرباحا تقدر بـ 6,000,000 دولار.

## وصلات خارجية
- ريبيكا على موقع IMDb (الإنجليزية)
- ريبيكا على موقع ميتاكريتيك (الإنجليزية)
- ريبيكا على موقع الموسوعة البريطانية (الإنجليزية)
- ريبيكا على موقع روتن توميتوز (الإنجليزية)
- ريبيكا على موقع نتفليكس (الإنجليزية)
- ريبيكا على موقع قاعدة بيانات الأفلام العربية
- ريبيكا على موقع ألو سيني (الفرنسية)
- ريبيكا على موقع Turner Classic Movies (الإنجليزية)
- ريبيكا على موقع أول موفي (الإنجليزية)
- ريبيكا على موقع فيلمافينيتي (الإسبانية)

1. ↑  مذكور في: قاعدة بيانات الأفلام السويدية. معرف قاعدة بيانات الأفلام السويدية: 9086. الناشر: المعهد السويدي للسينما. لغة العمل أو لغة الاسم: السويدية.
2. ↑  مذكور في: NZ Register of Classification Decisions. باسم: REBECCA. لغة العمل أو لغة الاسم: انجليزية نيو زيلاندا.
3. 1 2  وصلة مرجع: https://www.oscars.org/oscars/ceremonies/1941.
4. ↑  مذكور في: قاعدة بيانات الأفلام على الإنترنت. الوصول: 28 ديسمبر 2015. لغة العمل أو لغة الاسم: الإنجليزية.